# Ekadasí
En el marco del hinduismo, ekadashí es el undécimo tithi (día lunar, contado desde la luna nueva).
En el hinduismo y el jainismo se considera un día beneficioso desde el punto de vista espiritual.
- एकादशी, en escritura devánagari.
- ekādaśī, en el sistema IAST de transliteración.

En idioma sánscrito, ekā-daśī significa ‘uno-diez (once)’.
También puede verse escrito ekadasi o agyars.
Ekadashí es una ocasión bimestral que observan principalmente los vaisnavas.
Las escrituras recomiendan observar un ayuno desde el atardecer del día anterior al ekadashí hasta 48 minutos después del amanecer del día siguiente.
Este ayuno se refiere específicamente a las legumbres (como frijoles, arvejas, trigo, maíz, etc.), donde la personificación del Papa (‘pecado’, en idioma sánscrito) se refugia por una bendición especial del dios Vishnú.
Muchos vaisnavas eligen realizar un ayuno de todo tipo de alimentos, bebiendo sólo agua. Aunque algunos lo realizan sin tomar ni siquiera agua (durante las 32 horas de ayuno).
El capítulo 4 del canto 9 del Bhagavata-purana (texto religioso del siglo XI d. C.) nota que el rey Ambarisha (devoto de Visnú) observó el día ekadashí.

## La siguiente tabla describe variosekadashísque caen en diferentes épocas del año.
Paksha significa ‘quincena’ de cada mes lunar del panchang (‘cinco partes’, calendario hindú).
La quincena puede ser shukla (‘brillante’) o krishná (‘oscura’).
| ekadashí             | mes védico                 | mes juliano |
| -------------------- | -------------------------- | ----------- |
| Saphala Ekadashí     | Pausha Krishna Paksha      | dic-ene     |
| Putrada Ekadashí     | Pausha Shukla Paksha       | dic-ene     |
| Sat Tila Ekadashí    | Magha Krishna Paksha       | ene-feb     |
| Bhaimi Ekadashí      | Magha Shukla Paksha        | ene-feb     |
| Vaikunta Ekadasi     | Phalgun Krishna Paksha     | feb-mar     |
| Amalaki Ekadashí     | Phalgun Shukla Paksha      | feb-mar     |
| Papamochani Ekadashí | Chaitra Krishna Paksha     | mar-abr     |
| Kamada Ekadashí      | Chaitra Shukla Paksha      | mar-abr     |
| Varuthini Ekadashí   | Vaisakh Krishna Paksha     | abr-may     |
| Mohini Ekadashí      | Vaisakh Shukla Paksha      | abr-may     |
| Apara Ekadashí       | Jyeshtha Krishna Paksha    | may-jun     |
| Pandava Ekadashí     | Jyeshtha Shukla Paksha     | may-jun     |
| Yogini Ekadashí      | Ashaad Krishna Paksha      | jun-jul     |
| Shayani Ekadashí     | Ashaad Shukla Paksha       | jun-jul     |
| Kamika Ekadashí      | Shravan Krishna Paksha     | jul-ago     |
| Pavitropana Ekadashí | Shravan Shukla Paksha      | jul-ago     |
| Ananda Ekadashí      | Bhadrapad Krishna Paksha   | ago-sep     |
| Parsva Ekadashí      | Bhadrapad Shukla Paksha    | ago-sep     |
| Indira Ekadashí      | Ashwin Krishna Paksha      | sep-oct     |
| Padmini Ekadashí     | Purushottam Shukla Paksha  | ago-sep     |
| Parama Ekadashí      | Purushottam Krishna Paksha | sep-oct     |
| Pasankusha Ekadashí  | Ashwin Shukla Paksha       | sep-oct     |
| Rama Ekadashí        | Kartik Krishna Paksha      | oct-nov     |
| Utthana Ekadashí     | Kartik Shukla Paksha       | oct-nov     |
| Utpanna Ekadashí     | Margasirsha Krishna Paksha | nov-dic     |
| Mokshada Ekadashí    | Margasirsha Shukla Paksha  | nov-dic     |